# Echidnopsis montana
Echidnopsis montana är en oleanderväxtart som först beskrevs av Robert Allen Dyer och E. A. Bruce, och fick sitt nu gällande namn av Bally. Echidnopsis montana ingår i släktet Echidnopsis och familjen oleanderväxter. Inga underarter finns listade i Catalogue of Life.